# Hamidiye, Mustafakemalpaşa
Hamidiye là một xã thuộc huyện Mustafakemalpaşa, tỉnh Bursa, Thổ Nhĩ Kỳ. Dân số thời điểm năm 2011 là 125 người.